# Nola punctilineata
Nola punctilineata är en fjärilsart som beskrevs av George Francis Hampson 1896. Nola punctilineata ingår i släktet Nola och familjen trågspinnare. Inga underarter finns listade i Catalogue of Life.